# 星港地產
星港地產投資有限公司，簡稱星港地產投資，以及星港地產（英語：SINGAPORE HONG KONG PROPERTIES INVESTMENT LIMITED，港交所除牌時0245.HK），在1972年建立，同時在8月25日曾於香港交易所主板上市，前身為「廠聯投資有限公司」。
業務當時經營在香港投資物業，但由於當時大股東港泰國際控股有限公司（三元集團有限公司前身，已結業）發生嚴重配股超支，於是在2001年易手給夏樹棠，在2004年6月16日更名為藍頓國際有限公司，再在2006年12月22日，正式把中國七星購物有限公司去換取上市。

## 連結
- Sevenstar.hk （页面存档备份，存于）